# Eurycarcinus
Eurycarcinus is een geslacht van kreeftachtigen uit de klasse van de Malacostraca (hogere kreeftachtigen).

## Soorten
- Eurycarcinus integrifrons de Man, 1879
- Eurycarcinus natalensis (Krauss, 1843)
- Eurycarcinus orientalis A. Milne-Edwards, 1867